# Towa Tei
Towa Tei (鄭東和 Tei Tōwa?, nacido el 7 de septiembre de 1964) es un DJ, artista y productor musical oriundo de Yokohama, Japón. Towa debutó como miembro de Deee-Lite, de Estados Unidos de la mano de Elektra Records en 1990, y saltó a la fama gracias a su sencillo de éxito internacional "Groove Is in the Heart".
Su primer trabajo solista nació con su álbum Future Listening! en 1994 y desde ese entonces volvió desde Nueva York a la rural prefectura de Nagano en Japón
Su fiesta conceptual, "Hotel H", empezó en 2009 como un punto social para gente de la industria musical en Tokio.

## Biografía
Towa empezó haciendo cintas a la edad de 16 tras haber comprado su primer sintetizador, un 
Korg MS-10. Mientras estudiaba en la Universidad de Arte Musashino envió su cinta al programa de radio de Ryuichi Sakamoto llamado "Sound Street".
En 1987 Towa se mudó a Estados Unidos para estudiar diseño gráfico y se unió al grupo
Deee-Lite, un trío con Super DJ Dmitri y Lady Miss Kier, disfrutando de un éxito casi inmediaro luego de su debut en 1990 con su álbum World Clique y el sencillo "Groove Is In the Heart".
En 1994 Towa regresó a Japón tras siete años en Nueva York. Dijo en una entrevísta en 2011 que su tiempo con Deee-Lite lo enfermó, aunque no dio razones del porqué. Towa debutó como solista con Future Listening! ese mismo año incorporando un despliegue de estilos musicales incluyendo electrónica, bossa nova, house, jazz y pop. Presentó colaboraciones con Joi Cardwell, Bebel Gilberto, MC Kinky, Hiroshi Takano, Ryuichi Sakamoto, Haruomi Hosono, Toshihiko Mori, Satoshi Tomiie, Yuichi Oki de Tokyo Ska Paradise Orchestra y la vocalista de Pizzicato Five Maki Nomiya.
Sound Museum siguió en 1997, Last Century Modern en 1999. El 2002 trajo el álbum Towa Tei bajo el seudónimo Sweet Robots Against the Machine. Flash emergió en el 2005 en la época en que Towa trabajaba como DJ regularmente en Japón. Más tarde admitió que no disfruta hacer presentaciones y prefiere producir y usar la computadora.

Big Fun, presentando a Verbal y Mademoiselle Yulia fue lanzado 2009 siendo el tercer álbum en presentar una ilustración del pintor y artista de grafiti Barry McGee. Para el álbum Towa utilizó MySpace con el fin de colaborar con artistas alrededor del mundo aun sin conocerlos, así como el grupo Taprikk Sweezee. Otra colaboración fue la de la artista Miho Hatori de Cibo Matto, aunque solo se conocieron por MySpace.
Towa ha establecido su propia compañía creativa, hug inc, la cual entre otras cosas vende sus característicos anteojos.

## Discografía

### Álbumes de estudio
- 1995 Future Listening!
- 1998 Sound Museum
- 1999 Last Century Modern
- 2002 Towa Tei (como Sweet Robots Against the Machine)
- 2005 Flash
- 2009 Big Fun
- 2011 Sunny
- 2012 Match
- 2013 Lucky

### Álbumes recopilatorios como DJ
- 2004 Motivation-Songs for Make Up
- 2004 Motivation-Driving Sweets
- 2005 Motivation3
- 2005 Motivation4 -Dusty Dance Halls
- 2007 Motivation Five
- 2008 Motivation 7

### Sencillos y EP
- 1995 "Technova"
- 1995 "Luv Connection"
- 1997 "Happy" (ハッピー?) feat. Vivian Sessoms
- 1997 "Intro"
- 1998 "GBI: German Bold Italic" feat. Kylie Minogue - UK #63[4]
- 1998 "Butterfly" feat. Ayumi Tanabe and Vivian Sessoms
- 1999 "Funkin' for Jamaica (N.Y.)"
- 1999 "A Ring"
- 1999 "Let Me Know" feat. Chara
- 2000 "Kasei" (火星 Mars?) feat. Ikuko Harada (Clammbon)
- 2001 "Funkin' for Jamaica (N.Y.)" (relanzamiento)
- 2005 "Sometime Samurai" feat. Kylie Minogue
- 2006 "Koi no Upload" (恋のアップロード "Love Upload"?)
- 2008 "N705i"

### Sencillos digitales
- 2008 "A.O.R." feat. Lina Ohta
- 2009 "Mind Wall" feat. Miho Hatori
- 2009 "Taste of You" feat. Taprikk Sweezee
- 2009 "Taste of You" (Zickzack Remix) (BIG FUN Remix)
- 2009 "Lyricist" (ajapai Remix) (BIG FUN Remix)
- 2009 "Taste of You" (Michael Fakesch Remix) (BIG FUN Remix)
- 2009 "Mind Wall" (SO TT Remix) (BIG FUN Remix)
- 2009 "Taste of You" (Atom TM Remix) (BIG FUN Remix)

### Álbumes Remix
- 1994 Future Recall!
- 1995 Future Recall 2
- 1997 Stupid Fresh
- 2000 Lost Control Mix
- 2000 Lost Control Mix 2
- 2003 Re: Towa Tei (como Sweet Robots Against the Machine)
- 2006 Flasher

### Álbumes recopilatorios
- 2002  Towa Tei / Best
- 2003 Best Korea (sólo en Corea)